# Nkiru Okosieme
Nkiru Doris "NK" Okosieme (1 de março de 1973) é uma ex-futebolista nigeriana que atuava como meia.

## Carreira
Nkiru Okosieme integrou o elenco da Seleção Nigeriana de Futebol Feminino, nas Olimpíadas de 2000. 